# 本草学

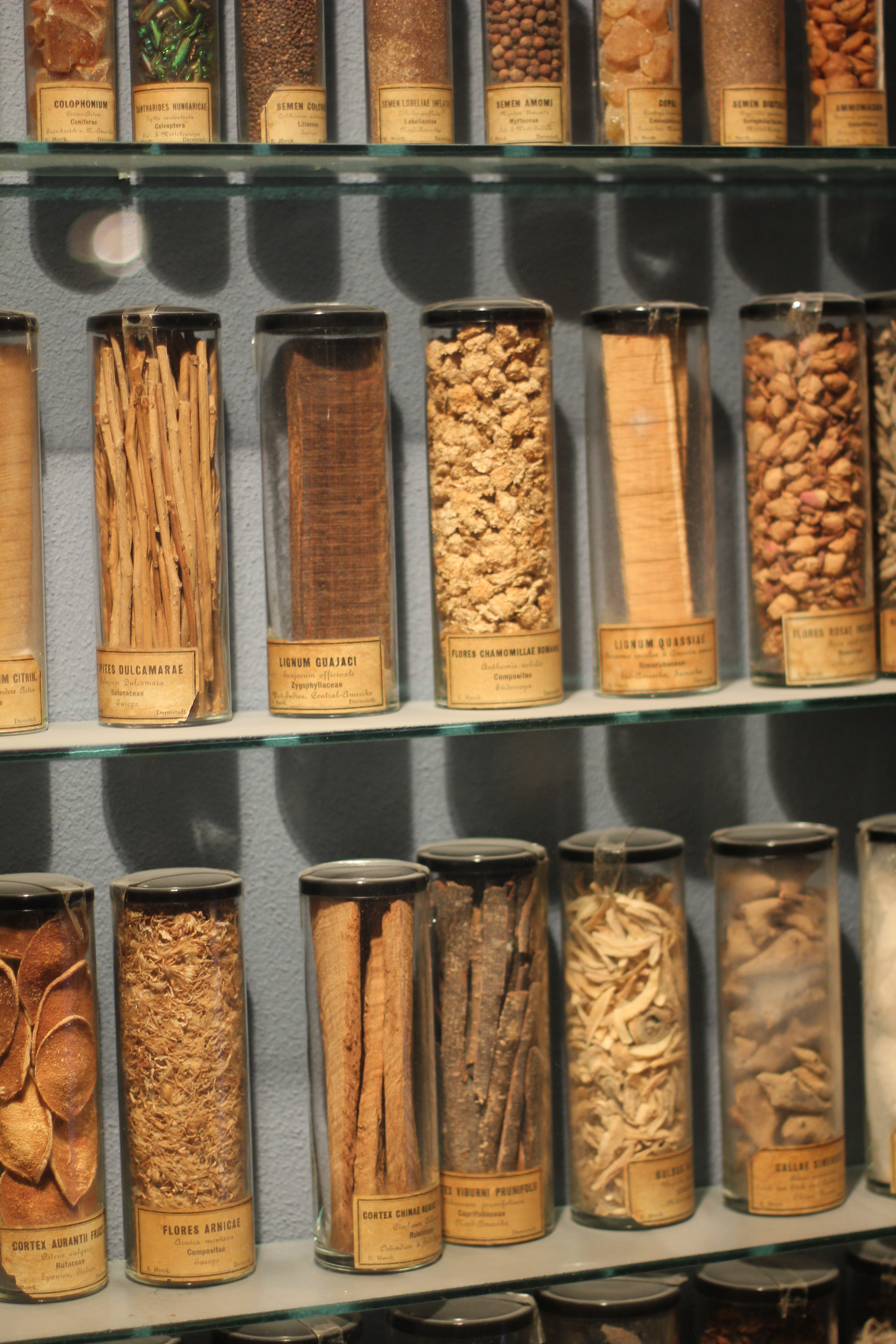
ハーブ薬のアンティークセレクション

本草学（ほんぞうがく）は、中国および東アジアで発達した医薬に関する学問である。

## 概要
秦・漢以後、六朝にかけて、神仙思想が発達して方術が盛んになると、神仙家の薬と医家の薬とを区分する必要性が生まれた。その頃に、方術の薬を指すものとして、「本草」という用語が生まれたとされる。その意は、「草石の性に本づくもの」であるという。よって、単に薬草のみを指して本草という訳ではない。「本草」の語の文献上の初見は、『漢書』巻25「郊祀志下」であり、紀元前31年に条に「候神方士使者副佐 本草待詔七十餘人皆歸家」とあり、方士ら神仙を説く者たちと共に、本草待詔70余人を免職にしたという記事が見える。ただし、『漢書』巻30「芸文志」には、「本草」という名を持つ書名は見られない。
梁の陶弘景は、『神農本草経』に補注を加えて、730種の薬名を記録し、本草学の基礎を築いた。659年になって『新修本草』が勅撰され、陶弘景の書に修改が加えられた。宋代には、974年に『開宝本草』、1060年に『嘉祐補註本草』（掌禹錫）、1061年に『図経本草』（蘇頌）が成立した。また、唐慎微は1082年に、掌氏と蘇氏の2書を合揉して『証類本草』を撰し、処方を加えた。1108年の『大観本草』は唐氏の書に『重広本草』（1092年、陳承）の説を補足した。さらに1116年の『政和本草』では、『大観本草』の図を縮微して利用の便を図った。また同年には、『本草衍義』が成立している。1159年の『紹興本草』は、『本草衍義』と同様、実用性を重視して編纂された。
明代の1596年に李時珍が著わした『本草綱目』は、本草学の集大成であり、1871種の薬種を収録している。日本の本草学（博物学）にも大きな影響を与えた。

## 日本の本草学
日本の本草学については、博物学#本草学で述べる。主に人間、鳥、魚、獣、それ以外を虫として区別する。例えば、マムシに何故「ムシ」がつくかというと、蛇は虫に区別されるからである。

### 主な本草学者
- 向井元升
- 中村惕斎
- 貝原益軒
- 稲生若水
- 松岡恕庵
- 阿部将翁
- 野呂元丈
- 戸田旭山
- 田村藍水
- 平賀源内
- 小野蘭山
- 山本亡羊
- 源伴存（畔田翠山）
- 白井光太郎
- 松平君山
- 山岡恭安